# Lihou

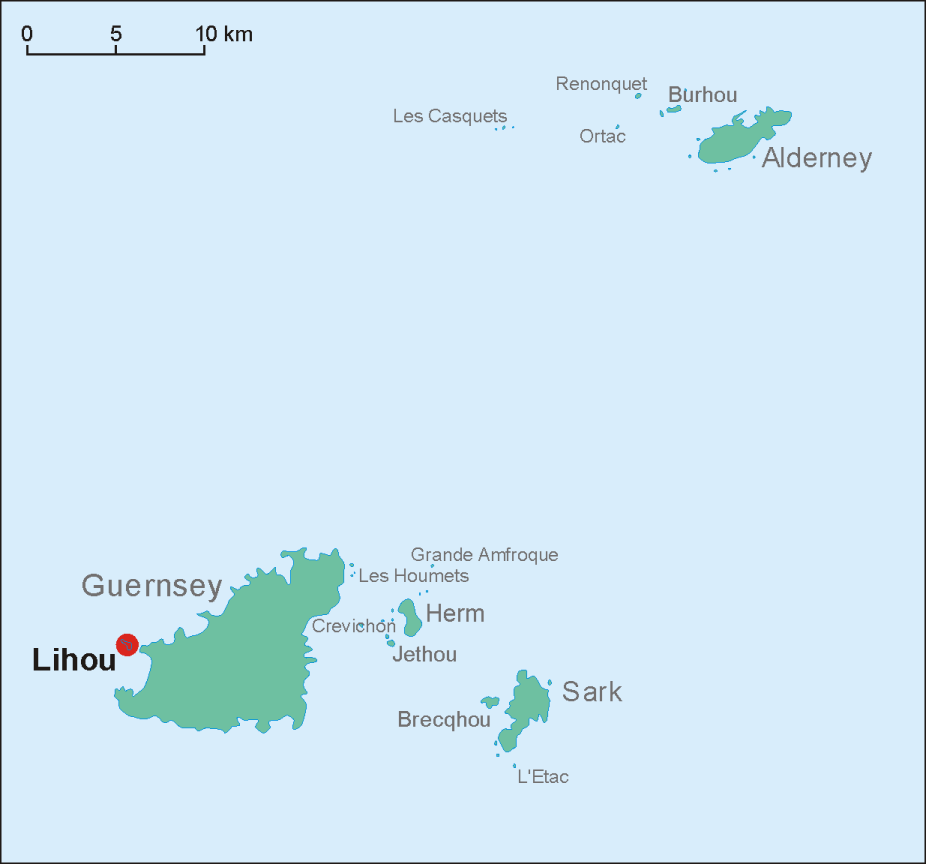
Położenie wyspy Lihou na mapie Baliwatu Guernsey

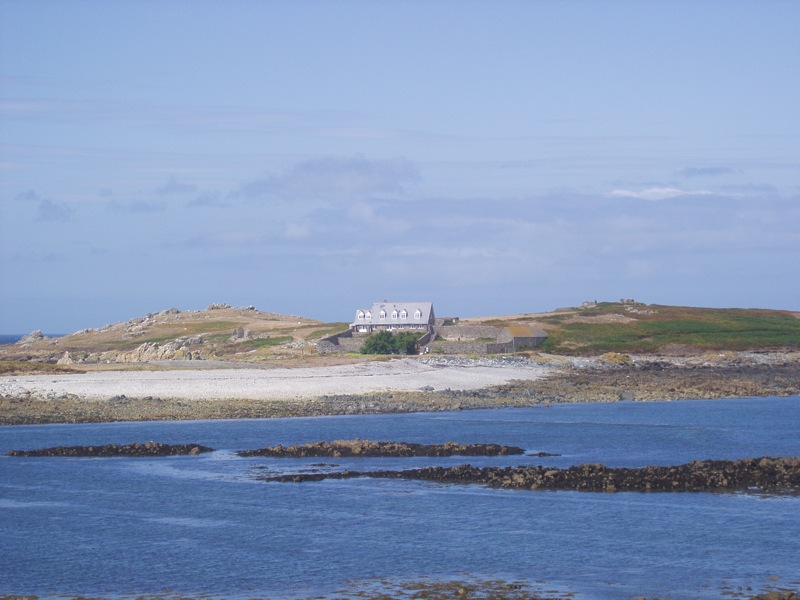
Lihou

Lihou – należąca do archipelagu Wysp Normandzkich wyspa o powierzchni 15,6 ha, administracyjnie część baliwatu Guernsey.
W styczniu 1995 roku wyspa została odkupiona przez Guernsey. Lihou jest połączona z Guernsey drogą groblową wychodzącą z cypla L’Eree. Lihou należy do parafii St. Peter.
Na wyspie znajdują się ruiny niewielkiego klasztoru St. Mary, który został założony przez benedyktyńskich mnichów około XII wieku. Mieszkańcy wyspy byli wrogo nastawieni do mnichów ponieważ podejrzewali ich nawet o uwielbienie diabła. Podczas reformacji klasztor został zlikwidowany i do czasów dzisiejszych budowla popadła w ruinę.
Jeden z najstarszych budynków na wyspie był używany przez wojska niemieckie podczas II wojny światowej. Obecnie budynek pełni funkcje szkoły.
Po czasach okupacji niemieckiej zniknęły wszystkie ślady przemysłu na wyspie.